# Walter Lichel
Walter Lichel (1er mai 1885 à Stolp - 10 décembre 1969 à Bärnau) est un General der Infanterie allemand qui a servi au sein de la Heer dans la Wehrmacht pendant la Seconde Guerre mondiale.
Il a été récipiendaire de la Croix de chevalier de la Croix de fer. Cette décoration est attribuée pour récompenser un acte d'une extrême bravoure sur le champ de bataille ou un commandement militaire avec succès.

## Biographie
Walter Lichel est capturé par les forces alliées en 1945 et reste en captivité jusqu'en 1947.

## Décorations
- Croix de fer (1914)
  - 2e Classe
  - 1re Classe
- Insigne des blessés (1914)
  - en Noir
- Croix d'honneur
- Croix de chevalier de l'Ordre royal de Hohenzollern avec glaives
- Agrafe de la Croix de fer (1939)
  - 2e Classe
  - 1re Classe
- Insigne de combat des blindés
- Croix de chevalier de la Croix de fer
  - Croix de chevalier le 18 septembre 1941 en tant que Generalleutnant et commandant de la 123. Infanterie-Division[1]